# Буле, Изабель
Изабель Буле (фр. Isabelle Boulay; род. 6 июля 1972, Сент-Фелисите) — франкоканадская популярная певица, выступающая в жанрах поп-музыки, кантри и французского варьете.

## Биография
Изабель Буле родилась 6 июля 1972 года в маленьком городке Сент-Фелисите на востоке Квебека на полуострове Гаспе на берегу Залива Святого Лаврентия. Она была старшим ребёнком из трёх детей в семье рестораторов, и с семи лет выступала по выходным с музыкальной группой на сцене семейного ресторана, в основном, исполняя песни в стиле кантри. В 1980, после несчастного случая её отец покинул семью и уединился в лесу. После этого Изабель видела отца всего один раз, в 1995, перед его смертью. В 1988 друзья Изабель тайно отправили её записи на местный песенный конкурс. Там на неё обратил внимание импресарио Жозелито Мишо, бывший в составе жюри.
В 1990 Изабель приняла участие в конкурсе песни Пти-Валле с песней «Les gens de mon pays» Жиля Виньо и получила приз за исполнение и приз зрительских симпатий. В 1991 она победила на международном фестивале песни в Гранби, исполнив «Amsterdam» Жака Бреля и «Naufrage» квебекских авторов Жильбера Ланжевена и Дэна Биграса. В том же году её пригласили на музыкальный фестиваль Франкофоли де Монреаль. Вскоре Изабель переехала в Монреаль и стала бэк-вокалисткой у Дэна Биграса, с которым в 1992—1993 провела 75 концертов. В 1992 Жозелито Мишо стал её агентом, через два года они создали группу «les Productions Sidéral».
В 1993 Изабель представляла канадскую радиостанцию на французском конкурсе «Truffe d’argent» в Перигё. На неё обратил внимание известный франкоканадский поэт-песенник Люк Пламондон, пригласивший певицу на роль Мари-Жанны в новую постановку рок-оперы Стармания. В 1995—1998 состоялось 350 представлений, которые принесли Изабели известность во Франции и Квебеке. У себя на родине она приобрела ещё большую популярность, записав саундтрек к сериалу о жизни известной квебекской певицы Алис Роби. В 1996 она начала сольную карьеру и записала свой первый сольный альбом Fallait pas, продюсером которого стал Люк Пламондон, но этот диск не имел большого успеха.
12 февраля 1998 в Квебеке вышел второй альбом Изабель Буле États d'amour, принесший ей славу одной из лучших молодых звезд страны. Было продано 240 000 копий. В 1999 Буле получила премию Феликс музыкальной ассоциации Adisq (квебекский аналог британской British Awards и французской Виктуар де ля мюзик) как лучшая певица года.
Французская версия альбома вышла в ноябре. Песня Je t’oublierai, je t’oublierai Люка Пламондона и Риккардо Коччианте, предварившая выход альбома в качестве сингла, стала её первым хитом во Франции. 9 ноября 1998 Изабель дала свой первый сольный концерт в Париже. В 1999 на фестивале Франкофоли де Монреаль был записан альбом Scènes d'amour, в котором Буле пела дуэтом с Сержем Лама, Франсисом Кабрелем, Мишелем Риваром, Клодом Левейе и Эриком Лапуантом. В 2001 году она получила две премии Виктуар де ля мюзик, как открытие года и за лучший альбом — Mieux qu'ici-bas. С этого же года она участвует в концертах Les Enfoirés.
Альбом Mieux qu’ici-bas, разошедшийся двумя миллионами копий, принес Изабель Буле широкую известность во Франции. За этим последовали выступления в «Зените» и «Олимпии», и концертные туры в Бельгии и Швейцарии.
в 2002 и 2003 Буле вновь была признана лучшей певицей года в Квебеке. В 2003 распался её творческий союз с Жозелито Мишо. В том же году она дала четыре представления в «Олимпии», включавшие исполнение дуэтом с Джонни Холлидеем песни J’oublierai ton nom. В 2006 был выпущен первый DVD с записью концертного альбома Du temps pour toi, который певица с большим успехом представила в 2005 на сцене «Олимпии».

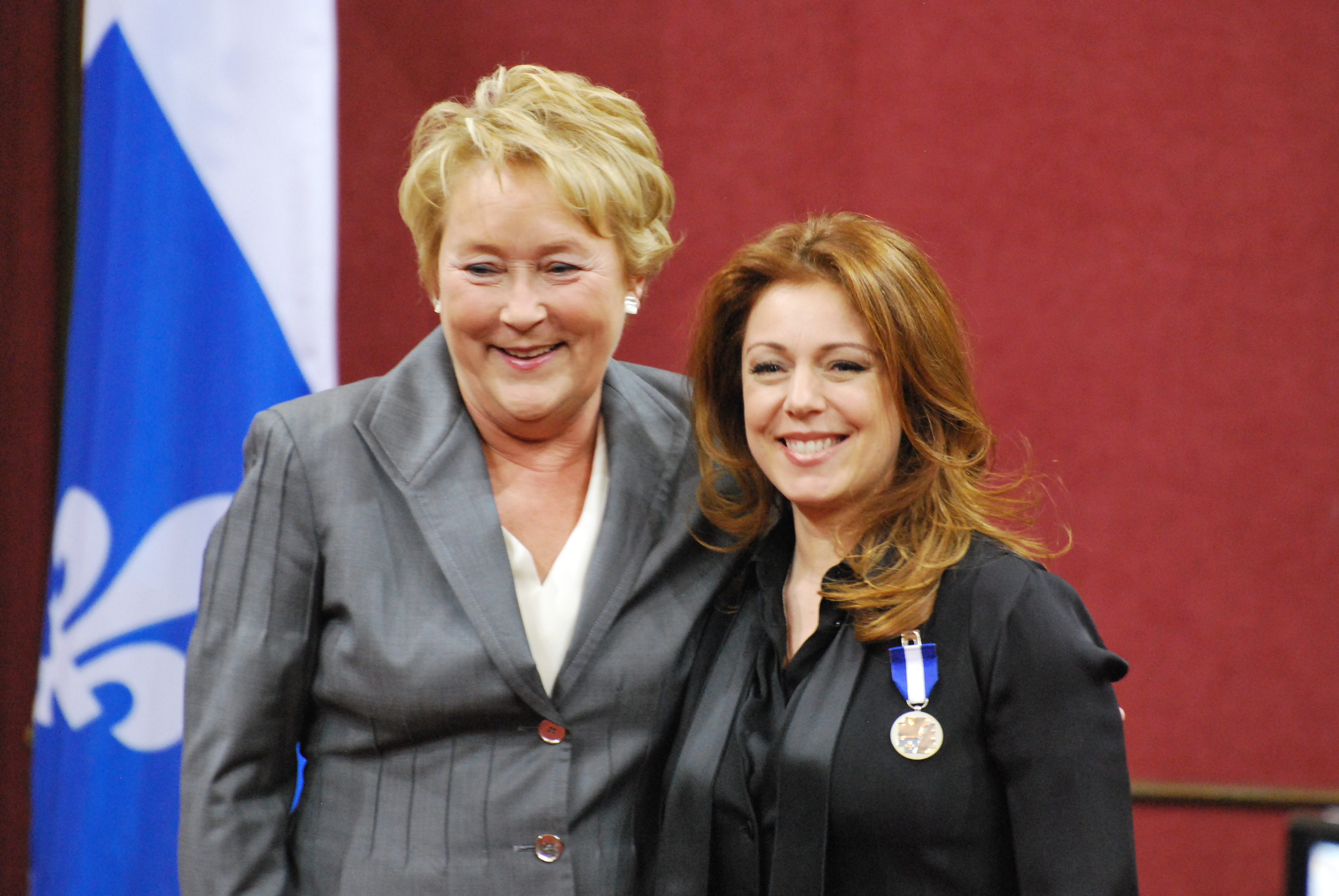
Изабель Буле и Полин Маруа на церемонии награждения Национальным орденом Квебека в июне 2013.

14 февраля 2008 Буле была награждена медалью Национального Собрания Квебека за вклад в сценическое искусство.
20 октября 2008 в Монреале у Изабель Буле и её компаньона и продюсера Марка-Андре Шикуана родился первенец — сын.
В том же году Буле получила ещё четыре награды Adisq, в том числе как лучшая певица и самый известный квебекский артист за пределами страны. Став к 2008 году в общей сложности, семикратным лауреатом премии Феликс как лучшая исполнительница, она сравнялась в этом с самой знаменитой квебекской певицей, Селин Дион.
В 2012 Изабель Буле была награждена орденом Плеяды, а в 2013 Национальным орденом Квебека.
Осенью 2014 суммарные продажи альбомов певицы в Канаде превысили миллион копий.
В 2014—2015 Изабель Буле была наставником команды новичков во втором и третьем сезонах телепрограммы La Voix (квебекский вариант нидерландской франшизы).

## Дискография

### Студийные альбомы
| Год  | Название                       | Сертификация (Франция) | Сертификация (Канада) | Высшая позиция | Высшая позиция | Высшая позиция | Высшая позиция | Высшая позиция |
| Год  | Название                       | Сертификация (Франция) | Сертификация (Канада) | FR             | BE (WA)        | SUI            | CAN            |                |
| ---- | ------------------------------ | ---------------------- | --------------------- | -------------- | -------------- | -------------- | -------------- | -------------- |
| 1995 | Alys Robi                      | —                      | —                     | —              | —              | —              |                |                |
| 1996 | Fallait pas                    | —                      | —                     | —              | —              | —              |                |                |
| 1998 | États d'amour                  | Золотой (2002)         | Платиновый (1999)     | 60             | —              | —              |                |                |
| 2000 | Mieux qu'ici-bas               | Бриллиантовый (2002)   | —                     | 6              | 4              | 65             | 4              |                |
| 2004 | Tout un jour                   | 2xЗолотой (2004)       | Золотой (2004)        | 4              | 3              | 11             | 2              |                |
| 2007 | De retour à la source          | —                      | Платиновый (2007)     | 87             | 32             | 65             | 2              |                |
| 2008 | Nos Lendemains                 | Золотой (2008)         | Золотой (2009)        | 7              | 7              | 22             | 1              |                |
| 2009 | Chansons pour les mois d'hiver | —                      | Золотой (2010)        | 173            | —              | —              | 6              |                |
| 2011 | Les grands espaces             | Платиновый (2012)      | Золотой (2012)        | 12             | 16             | 69             | 9              |                |
| 2014 | Merci Serge Reggiani           | Платиновый (2014)      | Золотой (2015)        | 5              | 8              | 40             | 4              |                |

### Концертные альбомы
| Год  | Название                | Сертификация (Франция) | Сертификация (Канада) | Высшая позиция | Высшая позиция | Высшая позиция | Высшая позиция | Высшая позиция |
| Год  | Название                | Сертификация (Франция) | Сертификация (Канада) | FR             | BE (WA)        | SUI            | CAN            |                |
| ---- | ----------------------- | ---------------------- | --------------------- | -------------- | -------------- | -------------- | -------------- | -------------- |
| 2000 | Scènes d'amour          | —                      | —                     | —              | —              | —              | 9              |                |
| 2002 | Au moment d'être à vous | Платиновый (2004)      | —                     | 4              | 5              | 8              | 7              |                |
| 2005 | Du temps pour toi       | —                      | —                     | 16             | 7              | 42             | —              |                |

### Компиляции
| Год  | Название                          | Высшая позиция |
| Год  | Название                          | CAN            |
| ---- | --------------------------------- | -------------- |
| 2001 | Il était une voix…Isabelle Boulay | —              |
| 2002 | Ses plus belles histoires         | 10             |
| 2012 | Master série                      | —              |

### Синглы
| Год  | Название                             | Сертификация (Франция) | Высшая позиция | Высшая позиция | Высшая позиция | Альбом                                 |
| Год  | Название                             | Сертификация (Франция) | FR             | BE (WA)        | SUI            | Альбом                                 |
| ---- | ------------------------------------ | ---------------------- | -------------- | -------------- | -------------- | -------------------------------------- |
| 1996 | J’enrage                             | —                      | —              | —              | —              | Fallait pas                            |
| 1996 | Et mon cœur en prend plein la gueule |                        |                |                |                | Fallait pas                            |
| 1996 | Un peu d’innocence                   |                        |                | 41             |                | Fallait pas                            |
| 1998 | Je t’oublierai, je t’oublierai       | —                      | 33             | —              | —              | États d'amour                          |
| 1998 | Le seule                             | —                      | —              | —              | —              | États d'amour                          |
| 1998 | La lune                              | —                      | —              | —              | —              | États d'amour                          |
| 1998 | États d’amour                        | —                      | —              | —              | —              | États d'amour                          |
| 2000 | Parle-moi                            | Золотой (2000)         | 2              | 1              | —              | Mieux qu'ici-bas                       |
| 2001 | Un jour ou l’autre                   | —                      | 31             | 22             | —              | Mieux qu'ici-bas                       |
| 2001 | Quelques pleurs                      | —                      | —              | —              | —              | Mieux qu'ici-bas                       |
| 2001 | Jamais assez loin                    | —                      | —              | —              | —              | Mieux qu'ici-bas                       |
| 2001 | Mieux qu’ici-bas                     | —                      | —              | —              | —              | Mieux qu'ici-bas                       |
| 2002 | Sans toi                             | —                      |                |                | —              | Au moment d'être à vous                |
| 2002 | Et maintenant                        |                        |                |                |                | Au moment d'être à vous                |
| 2003 | Depuis le premier jour               | —                      | —              | —              | —              | Séraphin: un homme et son péché (film) |
| 2004 | C’est quoi, c’est l’habitude         | —                      | —              | —              | —              | Tout un jour                           |
| 2004 | Tout au bout de nos peines           | Серебряный (2004)      | 3              | 7              | 23             | Tout un jour                           |
| 2004 | Une autre vie                        | —                      | —              | —              | —              | Tout un jour                           |
| 2004 | En t’attendant                       | —                      | —              | —              | —              | Tout un jour                           |
| 2005 | Du temps pour toi                    | —                      | —              | —              | —              | Du temps pour toi                      |
| 2008 | Ton histoire                         | —                      | 14             | 39             | —              | Nos Lendemains                         |
| 2008 | Dieu des amours                      |                        |                |                |                | Nos Lendemains                         |
| 2009 | Chanson pour les mois d’hiver        |                        |                |                |                | Chansons pour les mois d'hiver         |
| 2011 | Fin octobre, début novembre          | —                      | 78             | 44             | —              | Les grands espaces                     |
| 2011 | Jolie Louise                         |                        |                |                |                | Les grands espaces                     |
| 2011 | Mille après mille                    |                        |                |                |                | Les grands espaces                     |
| 2014 | Il suffirait de presque rien         |                        | 165            | —              | —              | Merci Serge Reggiani                   |